# Camptoprosopella slossonae
Camptoprosopella slossonae är en tvåvingeart som beskrevs av Shewell 1939. Camptoprosopella slossonae ingår i släktet Camptoprosopella och familjen lövflugor. Inga underarter finns listade i Catalogue of Life.